# Смоленское (Орловская область)
Смоленское — деревня в Новодеревеньковском районе Орловской области России.
Входит в состав Старогольского сельского поселения.

## География
Расположена вдоль реки Гоголь и граничит с деревней Благодать (на севере).
Через обе деревни проходит автодорога, выходящая на автомобильную дорогу 54А-1.

## Население
| 2010 |
| ---- |
| 39   |